# 仇冰玉
仇冰玉（1963年—），山东费县人，汉族，中华人民共和国政治人物。

## 生平
毕业于莱阳农学院农学专业。加入中国农工民主党。2013年，担任全国人大代表。2018年2月24日，当选为第十三届全国人大代表。